# Gesonia mesoscota
Gesonia mesoscota là một loài bướm đêm trong họ Noctuidae.